# Універсальна литовська енциклопедія
Універсальна литовська енциклопедія (лит. Visuotinė lietuvių enciklopedija) — універсальне енциклопедичне видання литовською мовою, що виходило від 2001 року у видавництві Mokslo ir enciklopedijų leidybos centras. Перша універсальна енциклопедія, опублікована в Литві після відновлення незалежності. Вона замінює Литовську радянську енциклопедію в 13 томах, опубліковану протягом 1976—1985 років. Станом на липень 2014 року було опубліковано 25 томів Універсальної литовської енциклопедії. 2015 року випущено ще один том із доповненнями.
На початку 2017 року запущено онлайн-версію Універсальної литовської енциклопедії. Більшість друкованих текстів та ілюстрацій оцифровано. Також додано нові статті та оновлено деякі зі старих.